# Francesc Comes

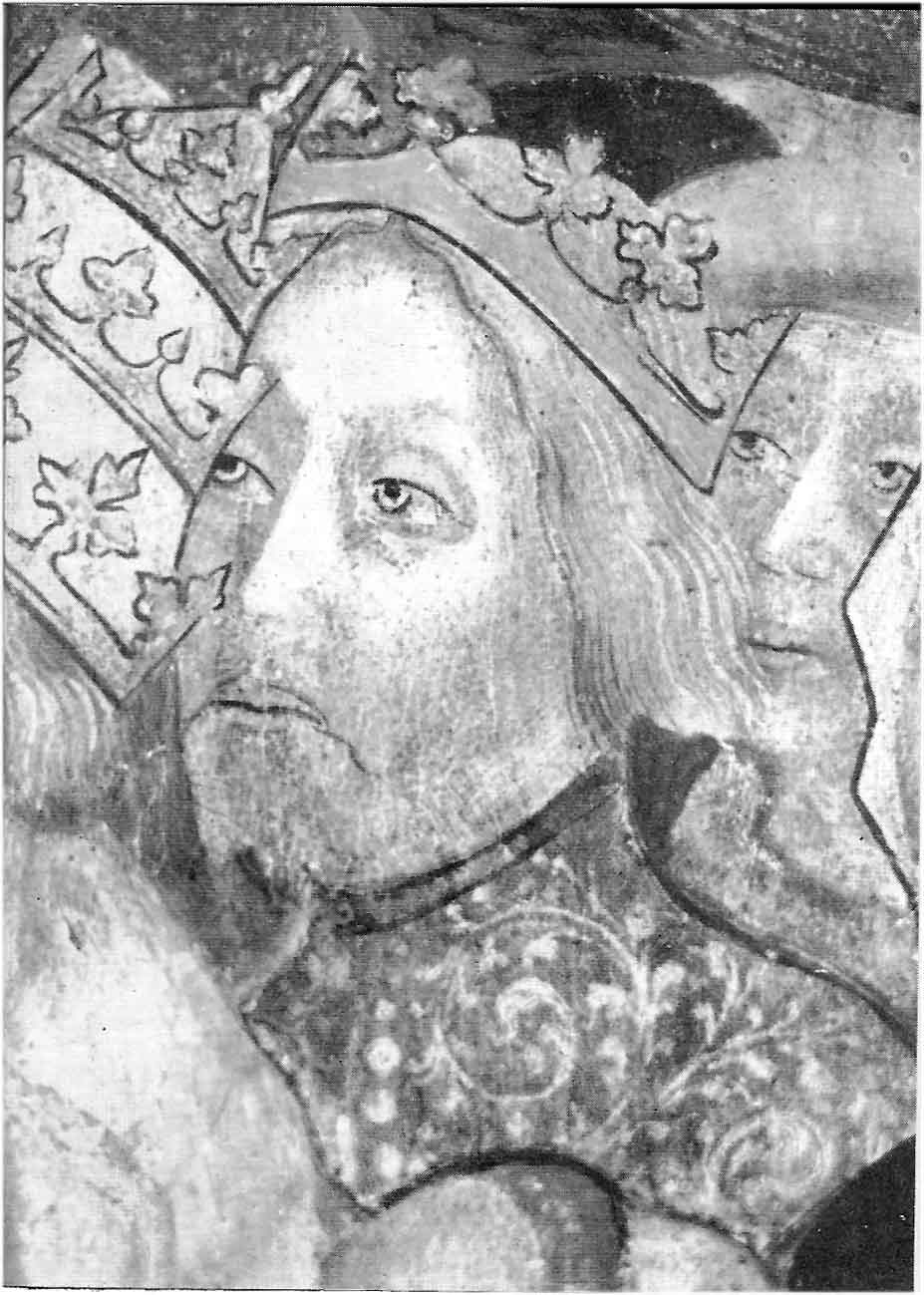
Supuesto retrato de Jaime I de Aragón en el retablo de la Virgen de Gràcia de Francesc Comes, Museo de Mallorca.

Francesc Comes (documentado en Mallorca entre 1392 y 1415) fue un pintor de la Corona de Aragón perteneciente a la escuela mallorquina del estilo gótico internacional. Parece que era oriundo de Valencia. 
En el Museo de Mallorca se puede encontrar su obra más conocida, el retablo de Santa María de Gracia. Además, se considera que realizó el retablo para la parroquia de Sinéu y, en colaboración, el de Santa María Magdalena. Se conservan otras tablas suyas en la isla.